# Fulgencio Obelmejias
Fulgencio Obelmejias est un boxeur vénézuélien né le 1er janvier 1953 à San José de Río Chico.

## Carrière
Passé professionnel en 1977, il s'incline deux fois avant la limite en championnat du monde des poids moyens face à Marvin Hagler en 1981 et 1982 et décide alors de poursuivre sa carrière en super-moyens, toute nouvelle catégorie créée en ce début des années 1980. Il réussit à s'emparer de la ceinture mondiale WBA le 23 mai 1988 en battant aux points Chong-Pal Park mais perd dès le combat suivant par arrêt de l'arbitre au 11e round contre In-Chul Baek. Il met finalement un terme à sa carrière en 1992 sur un bilan de 52 victoires et 5 défaites.